# Aberdeen (Waszyngton)
Aberdeen – miasto w Stanach Zjednoczonych, w stanie Waszyngton, w hrabstwie Grays Harbor. Liczy ok. 16,9 tys. mieszkańców (2010). W latach 20. XX wieku liczyło 15 300 mieszkańców. Jest to miasto rodzinne Kurta Cobaina – lidera grunge'owego zespołu muzycznego Nirvana. Niegdyś miasto utrzymywało się z przemysłu drzewnego, lecz po pewnym czasie popadło w biedę. Odrodziło się razem ze śmiercią legendy rocka (Kurt Cobain) i do dziś promuje się jego nazwiskiem. Miasto leży na południowy zachód od Seattle.

## Miasta partnerskie
- Hakui, Japonia
- Kanazawa, Japonia